# NGC 2860
NGC 2860 је спирална галаксија у сазвежђу Рис која се налази на NGC листи објеката дубоког неба.
Деклинација објекта је + 41° 3' 36" а ректасцензија 9h 24m 53,2s. Привидна величина (магнитуда) објекта NGC 2860 износи 13,7 а фотографска магнитуда 14,6. NGC 2860 је још познат и под ознакама UGC 5007, MCG 7-20-3, CGCG 209-65, CGCG 210-5, IRAS 09216+4116, PGC 26685.